# 刘景和
刘景和（1920年12月26日—2013年12月11日），圣名保禄，男，直隶（今河北）丰润人，中国天主教主教，曾任第七、八、九届全国政协委员。